# دوغلاس غلين فيشر
دوغلاس غلين فيشر هو سياسي كندي، ولد في 28 نوفمبر 1942 في وندسور في كندا. حزبياً، نشط في الحزب الليبرالي الكندي. وقد انتخب عضو مجلس العموم الكندي.